# Kosovo
Kosovo (albanska: Kosovë eller Kosova, serbiska: Косово eller Kosovo; uttal: /kosːʊvʊ/), formellt Republiken Kosovo, är ett land på Balkan med omtvistad status. Landet är (sedan oktober 2022) erkänt av ett hundratal av FN:s 193 medlemsstater. Den 17 februari 2008 förklarade Kosovos parlament Kosovo självständigt från Serbien. Serbien accepterar inte utbrytningen och Serbiens parlamentariska majoritet anser att Kosovo är en del av Serbiens territorium i form av en autonom provins. Republiken Kosovo har de facto och de jure kontroll över hela territoriet, förutom i de norra kosovserbiska enklaverna. Internationella domstolen i Haag anser att självständighetsförklaringen inte strider mot internationell rätt.
Kosovo är inte medlem i Förenta nationerna och har inte formella relationer till Europeiska unionen.
Kosovo gränsar i norr och öst till Serbien, i söder till Nordmakedonien, i väst och sydväst till Albanien och i nordväst till Montenegro. Kosovos huvudstad är Pristina (albanska: Prishtina eller Prishtinë, serbiska: Приштина eller Priština).

## Etymologi
”Kosovo” är en genitivform på serbiska för ”kos” som betyder koltrast. Jämför med namnet på slätten Trastfältet och orten Kosovo Polje (på serbiska) respektive Fushë Kosovës (albanska), som betyder ”koltrastfältet” (serbiska polje = fält och albanska fushë = fält).
Namnet Metohija är av grekisk/bysantinsk härkomst och betyder ”kyrkogods”, eftersom området anses av serberna ha varit Serbiens religiösa centrum, och ett stort antal kyrkor och kloster byggdes i landet då det tillhörde Serbiens medeltida kungarike. 
Det albanska namnet är Kosova eller Kosovë. Området som motsvarar Metohija heter på albanska Rrafshi i Dukagjinit, vilket betyder ”Dukagjins dal”, efter den medeltida albanska adelsmannen Leka Dukagjini.
Serber använder namnet Kosovo och Metohija (Косово и Метохија) för regionen, ibland förkortat till Kosmet (Космет), vilket syftar till att serberna anser att regionen består av två områden. Albaner använder sig ibland av det forna namnet Dardania, vilket är en flera tusen år gammal illyrisk provins, som bland annat hela dagens Kosovo har varit en del av och dess albaner sägs härstamma ifrån.

## Historia

### Antiken

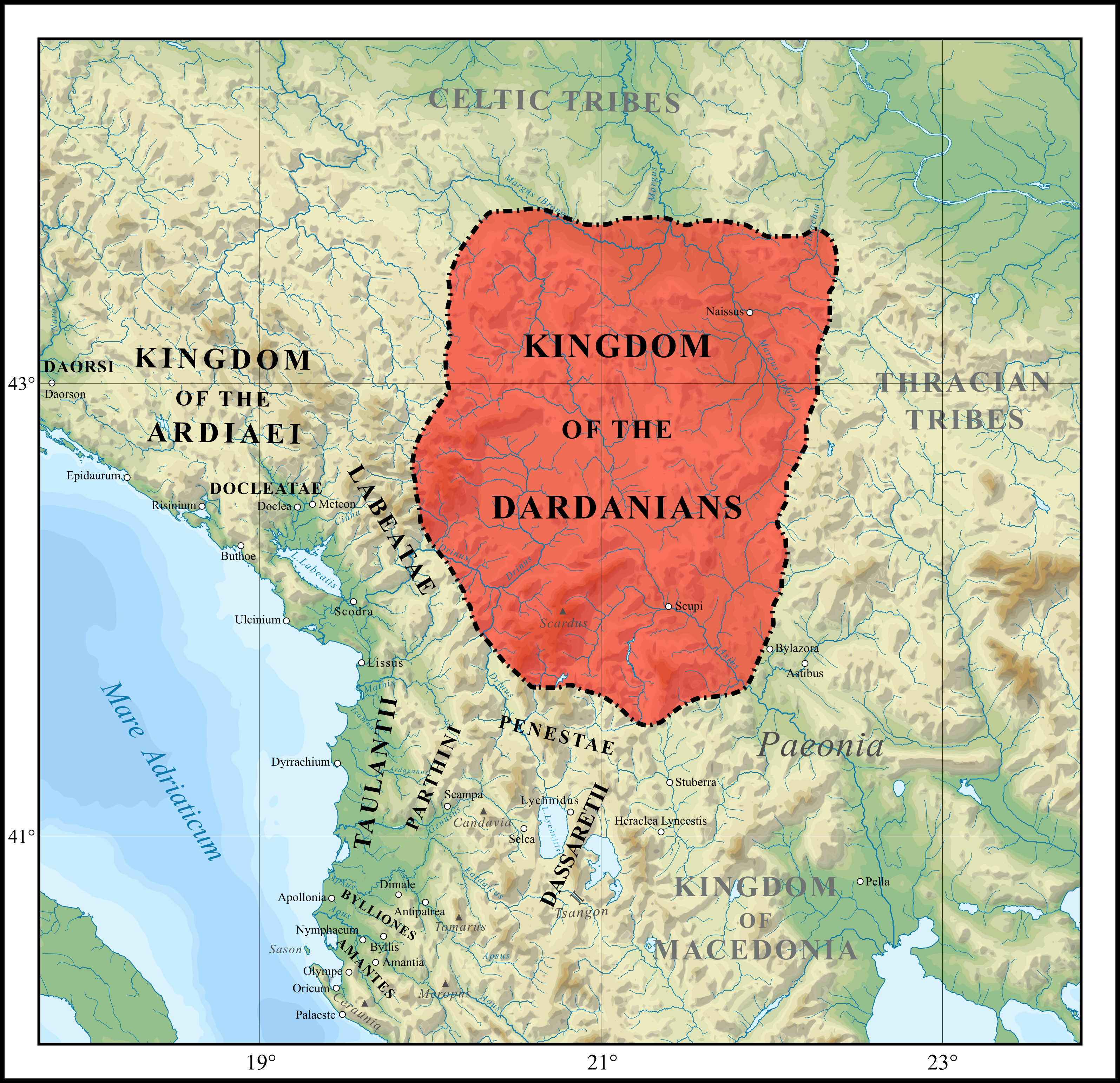
Kungariket Dardanien 200-talet f.Kr.

Under antiken utgjorde Kosovo en del av en större region som kallades först för Illyrien och sedan för Dardanien. Området låg ofta i krig med det växande antika Makedonien och dess södra del erövrades under Filip II (382–336 f.Kr.), far till Alexander den store. Området kom senare att bli en del av Romerska riket då Augustus erövrade området 28 f.Kr. och området kom att ligga i provinsen Moesien.

### Medeltiden
Sedan den bysantinske kejsaren Herakleios bjöd in slaverna till Balkan på 600-talet har Kosovo varit bebott av albaner och serber. Under 1100-talet blev Serbien ett självständigt rike men Kosovo låg fortfarande under bulgariska härskare som höll Kosovo från 850 till början av 1100-talet.
Under 1100-talet etablerades en serbisk statsbildning under ledning av Nemanjić-dynastin. Den serbiska kyrkan bröt med Konstantinopel och blev självständig 1219 och Serbien växte till en betydelsefull stat där Kosovo blev kulturellt och administrativt centrum. Serbien styrde Kosovo fram till 1450-talet då det Osmanska riket erövrade Balkan. Fram till efter den serbiska tsaren Stefan Dušans imperium på 1300-talet, som sträckte sig över hela västra Balkan, var Kosovo Serbiens politiska, ekonomiska, religiösa och kulturella centrum. Kyrkorna med sina fresker och ikoner är en betydande kulturskatt för serberna och en symbol för deras identitet.

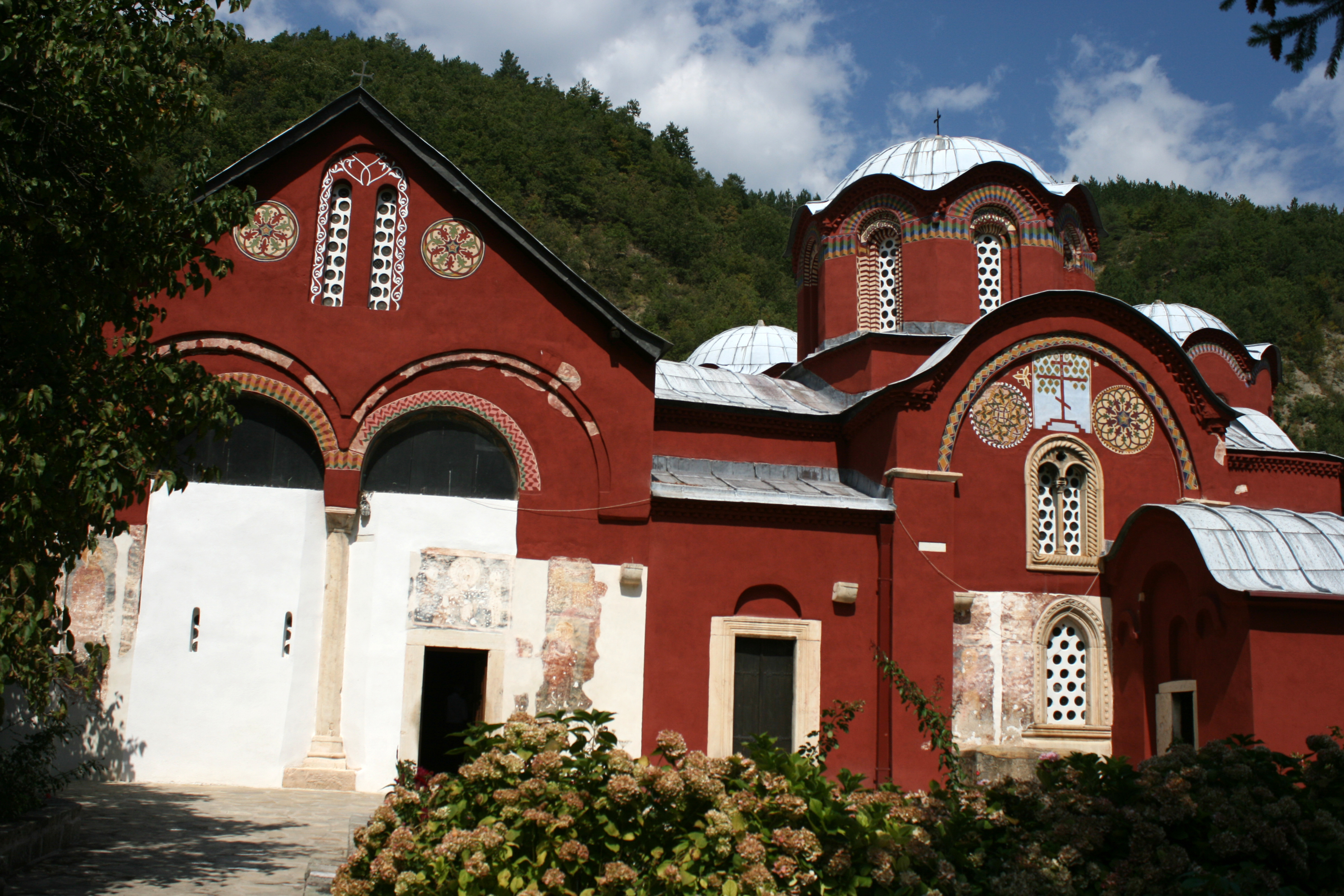
Serbisk-ortodoxt kloster i Peja. Klostret finns på Unescos världsarvslista under namnet Medeltida monument i Kosovo.

Den 28 juni 1389 stod slaget på Trastfältet mellan å ena sidan en kristen allierad styrka (bestående av mestadels serber men även många albaner, bosnier, kroater, ungrare, bulgarer, valacker och andra) under befäl av den serbiske fursten Lazar Hrebeljanović, den bosniske befälhavaren Vlatko Vuković och den serbiska adelsmannen Vuk Branković samt albanska adelsmän och å den andra sidan trupper tillhörande Osmanska riket (varav en icke obetydlig del utgjordes av serbiska och grekiska vasaller). Den kristna armén besegrades och fursten Lazar avrättades, men även den osmanske sultanen Murat I dog, mördad av Miloš Obilić, och osmanerna kunde inte konsolidera segern. En stor del av den kristna armén gick under och under efterföljande år stod Serbien svagt mot osmanerna. Området blev 1448 ett osmanskt lydrike, för att 1459 uppgå i det osmanska riket tillsammans med Serbien, som blev ett självstyrande despotat under Osmanska riket. Som en del av Osmanska riket fick den serbiska befolkningen färre rättigheter än vad man hade haft under de kristna härskarna, även om livegenskapen avskaffades.

### 1600-talet till slutet av 1800-talet

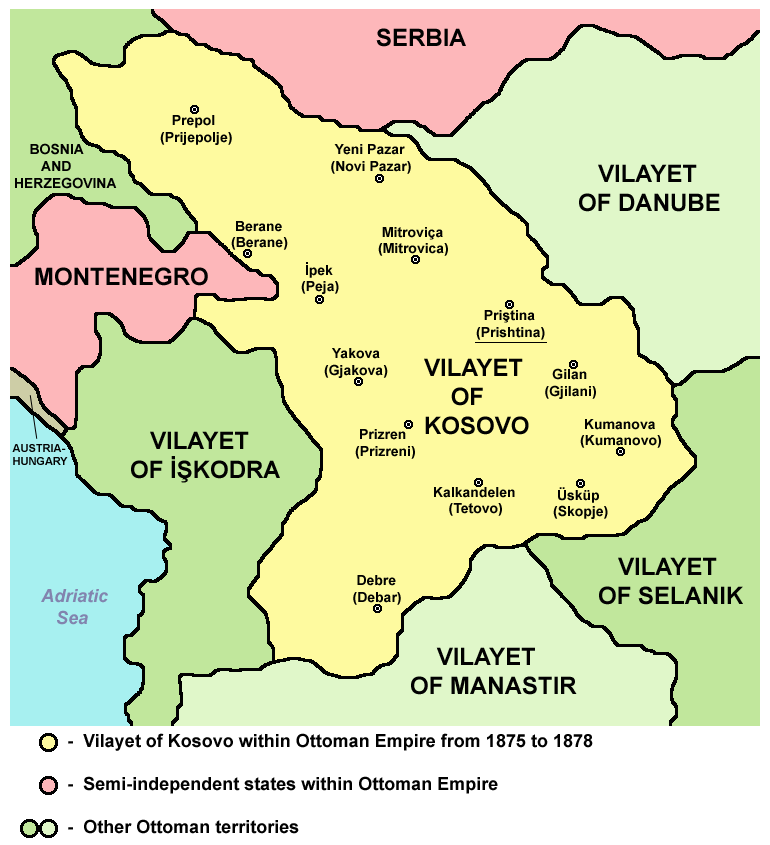
Kosovo i Osmanska riket.

I samband med kriget mellan Osmanska riket och Habsburg och dess allierade 1683–1699 reste sig serberna i ett uppror. Då habsburgarna drog sig tillbaka norr om floden Donau vid fredsslutet följde osmanernas hämnd som slog hårt mot den serbiska befolkningen. Därav följde en stor utflyttning av serber; det finns uppgifter om att 37 000 serber lämnade Kosovo och angränsande områden till de katolska områden under Habsburg norr om Donau. Efter detta skedde en storskalig inflyttning av albaner från norra Albanien till Kosovo. Denna process pågick i cirka 200 år fram till sekelskiftet år 1900, under denna period bevittnades även en albanisering av delar av den serbiska befolkningen som övergick till att tala albanska och konverterade till islam.
Andra hälften av 1800-talet såg den första större konflikten mellan albaner och serber då de muslimska albanerna tog ställning för den osmanska regimen i kriget 1876–1877. Vid fredslutet var Serbien tvunget att återlämna Kosovo till osmanerna som sedan påbörjade en utrensning av de ortodoxa serberna från det nyskapade vilâyetet Kosovo. Många uppgifter talar om att totalt mellan 200 000 och 400 000 serber blev tvångsdeporterade från vilâyetet Kosovo i samband med förföljelser från den muslimska befolkningen. I sin tur var cirka 30 000 albaner tvungna att fly från de områden som Serbien behöll vid krigsslutet. Den etniska rensningen av serber i Kosovo nådde sin höjdpunkt i samband med kriget mellan Grekland och Osmanska riket 1897.

### 1900-talet

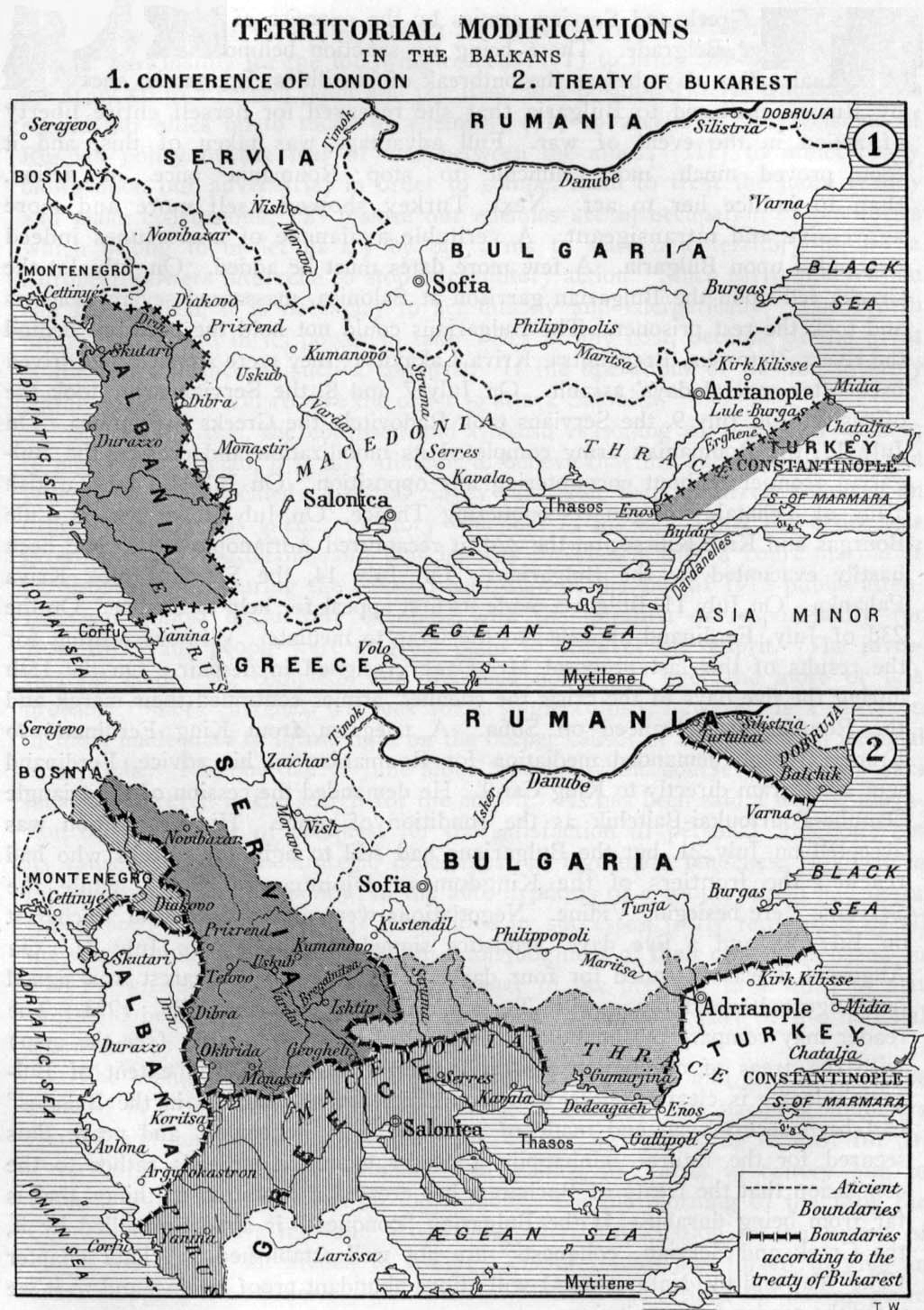
Med gränsförändringarna på Balkan efter Balkankrigen tillföll Kosovo Serbien.

Under Balkankrigen 1912 intogs Kosovo av Serbien och i samband med frederna 1913 avträdde Osmanska riket en del av Kosovo, den östra delen till Serbien. Den västra delen av Kosovo som innehåller för Serbien viktiga kloster och kyrkor och som därför kallas för Metohija tillföll Montenegro. Uppemot 25 000 albaner mördades det året i Kosovo. Efter första världskriget blev Kosovo en del i det nybildade konungariket Jugoslavien. Under andra världskriget införlivades Kosovo i det Italienkontrollerade Albanien och kontrollerades av Italien 1941–1943 och sedan av Nazityskland 1943–1945. Många kosovoalbaner samarbetade med axelmakterna, och väpnande albanska grupper anföll den serbiska befolkningen och förstörde kyrkor och kloster. Under ledning av den albanska SS Division Skanderbeg mördades 10 000 serber medan ungefär 100 000 flydde Kosovo. 1944 återtogs Kosovo av de jugoslaviska partisanerna, ledda av Tito. 3 000–25 000 kosovoalbaner dödades och närmare 400 000 utvisades till Turkiet när partisanerna återetablerade jugoslaviskt styre i Kosovo. Från 1960-talet fram till konflikten på 1990-talet flyttade många kosovoserber från provinsen för att bosätta sig i andra delar av Serbien, men även till andra republiker i Jugoslavien. Kosovo var en fattig del av Jugoslavien och de som emigrerade arbetade framför allt med kroppsarbete i gruvor, på byggarbetsplatser, m.m.
Kosovo var en autonom provins i delrepubliken Serbien i Jugoslavien från 1974 fram till 1989 då Slobodan Milošević avskaffade Kosovos självstyre, vilket bidrog till missnöje hos den kosovoalbanska befolkningen. Detta ledde till att hundratusentals kosovoalbaner blev utan arbete, utbildning och sjukvård. Miloševićs avskaffande av Kosovos privilegier försämrade kosovoalbanernas situation avsevärt. Hundratusentals kosovoalbaner emigrerade till väst (bland annat 40 000 till Sverige).
Den 2 juli 1990 förklarade de nyligen avsatta medlemmarna av Kosovos regionala parlament att de ville att Kosovo skulle bli en delrepublik inom Jugoslavien. Detta var som en reaktion på förslaget till en ny serbisk konstitution. Den 7 september 1990 antog Kosovos parlament en ny konstitution i den kosovanska gränsstaden Kaçanik (Kačanik). Dessa två beslut godkändes aldrig av Serbiens ledare Milošević. 
Den 26-30 september 1991 organiserade Kosovos parlament en folkomröstning om självständighet som den serbiska regimen inte erkände. Folkomröstningen övervakades av internationella observatörer men den blev aldrig internationellt erkänd. 87 procent av befolkningen röstade för ett självständigt Kosovo. Den serbiska regeringen reagerade med att avskeda tiotusentals albaner från sina arbeten, förbjuda undervisning i albanska och att förflytta stora polisresurser till Kosovo.
Kosovos folkvalde president Ibrahim Rugova ledde under dessa åren före kriget, under kriget och efter kriget den kosovoalbanska befolkningen genom sin antivåldspolitik. Han stannade i Kosovo under kriget ända till maj 1999 då han gick i landsflykt till Italien för att efter krigets slut återvända till Kosovo.

### Kosovokriget

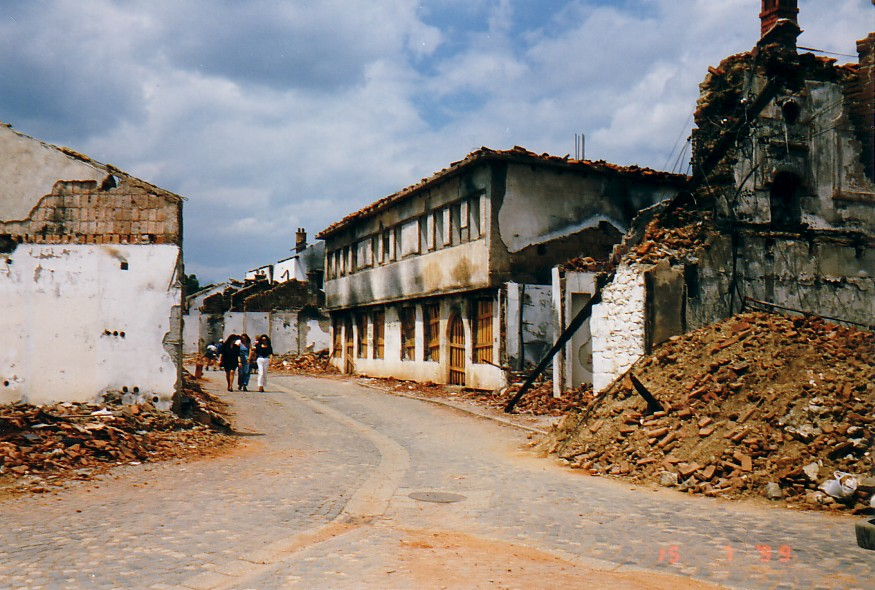
Vy över krigsdrabbad by i samband med Kosovokriget.

Konflikten hade pågått sedan början av 1990-talet då Slobodan Milošević, den dåvarande presidenten i Serbien, tagit bort Kosovos autonomi, vilket provinsen haft i viss utsträckning sedan 1969 (fullständig autonomi erhölls 1974). Kosovoalbanerna protesterade och utropade den självständiga Republiken Kosovo, vilket dock bara erkändes av grannlandet Albanien, och vägrade samarbeta med myndigheterna. Milošević svarade med avskedandet av alla kosovoalbaner som arbetade i den offentliga sektorn och andra trakasserier, vilket ledde till våldsamheter mellan serbiska militärer och albanska invånare i Kosovo i mitten av 1990-talet.
Den väpnade delen av den kosovoalbanska frihetsrörelsen, UÇK,  inledde en väpnad kamp för självständighet år 1996. Den 28 februari 1998 bröt en öppen väpnad konflikt ut mellan en av Kosovos två gerillor, UÇK, och Serbiens armé, när den serbiska armén och serbisk paramilitär belägrade familjen Adem Jasharis gård i Prekaz. Kosovokonflikten var ett faktum. Senare, i augusti 1998 bildades den andra kosovoalbanska gerillan, FARK, under ledning av Kosovos premiärminister Bujar Bukoshi som vid tillfället levde i exil.
Den 24 mars 1999 inledde NATO ett bombkrig mot Serbien och Montenegro. FN hade hotat att tillåta bombning av serbiska trupper i Kosovo om inte våldet tog slut, och Milošević hade gått med på FN:s krav. Efter provokationer från båda sidor skickade Milošević in mera trupper och tre dagar efter att OSSE dragit bort sina observatörer inledde NATO bombningarna, utan att ha fått tillstånd av FN. Kampanjen riktades inte enbart mot trupperna utan också mot civil infrastruktur i Serbien utanför Kosovo. Nato tvingade de serbiska styrkorna att lämna Kosovo mellan den 10 juni och den 12 juni 1999. Kriget kostade över 10 000 människors liv och tvingade över en miljon att fly.

### Efter Kosovokriget och 2000-talet
Sedan dess har Kosovo administrerats av FN genom UNMIK med stöd av säkerhetsrådets resolution 1244. Sedan kriget tog slut 1999 har större delen av den serbiska och romska befolkningen varit tvungen att fly på grund av våldsaktioner som har utförts av albanska extremister, sedan UNMIK har varit oförmögen att ge det utlovade beskyddet. Ett antal kulturminnesmärken, bland annat medeltida kloster och kyrkor, har förstörts av albanska extremister i Kosovo som hämnd. Under kriget förstördes ett stort antal moskéer i Kosovo av serbiska styrkor.
Sedan juni 1999 har NATO haft trupper i Kosovo, den internationella fredsstyrkan har namnet KFOR och har haft som uppgift att upprätthålla fred och allmän säkerhet i Kosovo.
KFOR-styrkan har kritiserats för att vara underlåtande mot kosovoalbansk repression mot serber, romer och judar. Vad gäller landets romer skall enbart 200 av 17 500 romska hem som förstörts under kriget eller av Natos bombningar ha återuppbyggts medan de flesta kosovoalbanska bostäder är återställda. 35 000 romer från Kosovo uppges ha flytt till Tyskland enligt tyska myndigheter. Andra folkgrupper som är hårt drabbade av ett självständigt Kosovo är ashkalier och egyptier, vilka dock som albansktalande anses ha större chans att överleva som etnisk grupp än romerna, vilka företrädesvis talar serbiska. Av 120 000 romer i Kosovo innan Nato-trupperna anlände, uppskattas 30 000 leva kvar.
Enligt Kosovo.net ska förstörelsen av Kosovos serbisk-ortodoxa kulturarv och andra kulturminneslämningar i form av historiska byggnader och kyrkor ha varit systematiskt. Av 34 angripna kloster och kyrkor från olika tidevarv ska fem ha varit från 1300-talet. Bland annat Den heliga jungfruns 1300-talskyrka i medeltidsstaden Prizren, som var aktuell att föras in på Unescos världsarvslista, ska ha förstörts. Detta är något KFOR-styrkorna har kritiserats för, eftersom dessa uppgett att skyddandet av liknande kulturminnen skall ha varit särskilt prioriterade. NGO:en Cultural Heritage Without Boarders är kritiska över att återuppbyggandet av minnesmärkena negligerats och menar att de nedbrunna kyrkorna är tragiska monument över förbrytelserna under Kosovokravallerna.

### Kosovos självständighetsförklaring

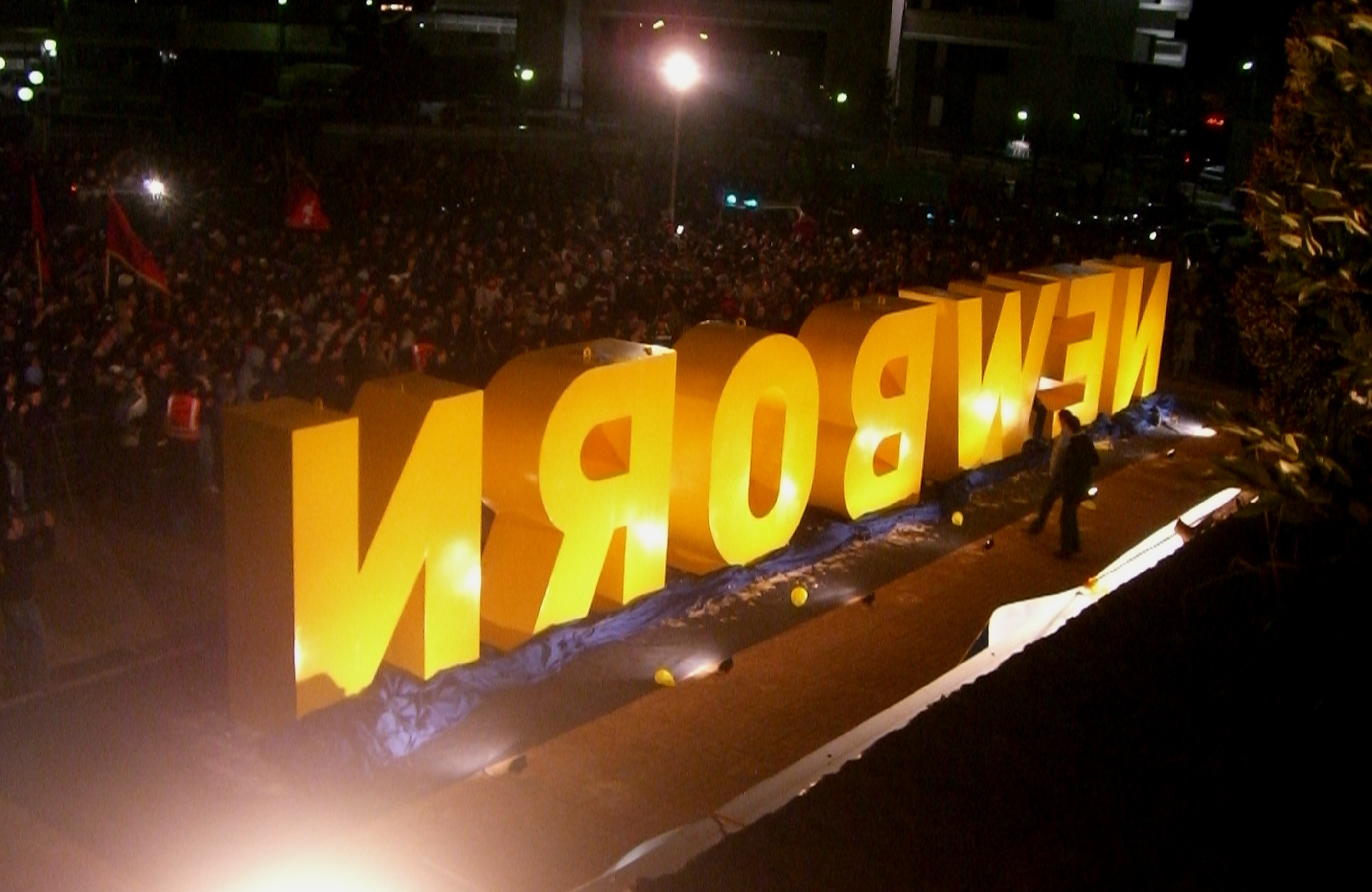
Newborn-monumentet. Resultat av självständighetsförklaringen 17 februari 2008.

2006 hade den kosovoalbanska ledningen och Serbien under FN:s medling börjat förhandla om Kosovos slutliga status, vilket hade givits en tidsfrist till mitten av 2007. En överväldigande majoritet av den etniska albanska befolkningen i Kosovo ville ha ett självständigt Kosovo, medan bland annat majoriteten av den etniskt serbiska befolkningen i Kosovo var emot. I april 2007 lade FN:s chefsförhandlare Martti Ahtisaari fram en plan för Kosovo som skulle genomföras på längre sikt under internationell övervakning. Enligt planen skulle Kosovo få övervakad självständighet och rätten att skaffa egna nationella symboler: så som till exempel en egen flagga, nationalsång och söka medlemskap i internationella organisationer, bland annat Världsbanken. Den kosovanska regeringen (som till större delen består av kosovoalbaner) var positiv till förslaget, medan det avvisades av den kosovoserbiska ledningen.
FN satte en ny deadline till november 2007, men frågan kunde inte lösas då heller. Kosovoalbanerna krävde full självständighet och Serbien kunde sträcka sig till en långt gången autonomi inom Serbien. Den kosovanska regeringens strävade efter självständighet, med stöd från USA och ett flertal EU-länder, medan den kosovoserbiska ledningen motsatte sig detta, med stöd från bland annat Ryssland och Kina. De ansåg det vara ett brott mot Serbiens integritet som självständig stat och ett hot mot stabiliteten i regionen.
Eftersom Ahtisaaris förslag inte godtogs av samtliga parter organiserade Ryssland, USA, Storbritannien, Italien, Frankrike och Tyskland en gemensam grupp under FN:s övervakning för att förhandla med Serbien och den kosovanska regeringen. Då det låsta läget fortsatte tillkännagav det kosovanska parlamentet att de ensidigt tänkte förklara Kosovo självständigt. De kosovserbiska ledamöterna vägrade närvara i parlamentet. Detta skedde den 17 februari 2008. UNMIK är dock fortfarande den högsta myndigheten i Kosovo, men kommer att överföra sina befogenheter på Europeiska unionen, i form av EULEX. Kosovos regering har ansökt om och beviljats medlemskap i Internationella valutafonden och Världsbanken. Republiken Kosovo antog denna nya konstitution den 15 juni 2008, men den kom endast att tas i bruk i de områden som är kosovoalbanskt dominerade, vilket de facto ledde till en delning av republiken, då de serbiskt dominerade områdena (framför allt norra Kosovo) antog självstyre (se nedan i denna text, nästa stycket). Serbien, som anser att Kosovo fortfarande utgör en del av dess suveräna territorium, förklarade den genast ogiltig. Enligt den serbiska regeringens ståndpunkten har Kosovos självständighetsförklaring inget som helst stöd i folkrätten och internationell rätt, vilket enligt dem gör utbrytningen helt olaglig. De hänvisar att Serbiens territoriella integritet understöds av FN och bland annat Helsingforsavtalet som starkt understryker att ingen ny gränsändring är laglig efter andra världskriget i Europa.
Den 28 juni 2008 öppnade en del av den kosovoserbiska minoriteten i Kosovo ett eget parlament i staden Mitrovica som en markering emot självständighetsförklaringen och för att bidra till samordning med Serbiens regering i Belgrad.
Öppnandet av det lokala parlamentet skedde på den för många inom den serbisk-ortodoxa kyrkan betydelsefulla helgdagen Vidovdan.
Afghanistan var det första land att erkänna Kosovo som därefter även erkänts av bland andra USA och mer än hälften av Europas länder, däribland många av Kosovos grannländer, Sverige samt 22 av 27 EU-länder. Totalt har 93 av FN:s 193 länder erkänt Kosovo. Många av världens länder har deklarerat att man inte har för avsikt att erkänna Kosovos självständighet, däribland FN-vetoländerna Kina och Ryssland. Många länder har också tvekat med att erkänna Kosovos självständighet och har därför avstått från att hittills erkänna Kosovo, däribland Spanien som har en stor inhemsk rörelse för självständighet för de spanska regionerna Katalonien och Baskien. Kosovo är inte medlem i FN men däremot i Internationella valutafonden och Världsbanken.
På Vidovdan den 28 juni 2008 öppnade den kosovoserbiska minoriteten ett eget parlament i Mitrovica, som ligger i norra Kosovo och som mestadels bebos av kosovoserber. Detta skedde som en markering mot självständighetsförklaringen och för att bidra till samordningen med Serbiens regering. Få kosovoserber samarbetar med Kosovos regering men en kosovserb, Saša Rašić, är minister i regeringen.
Den 16 augusti 2008 meddelade Serbiens regering att de skulle anmäla Kosovos självständighetsdeklaration till den Internationella domstolen i Haag som olaglig. Serbiens regering lovade att följa Internationella domstolens beslut. I september 2009 stödde Rumänien och Brasilien denna anmälan. Internationella domstolen beslutade den 22 juli 2010 att Kosovos självständighetsdeklaration stämmer väl överens med internationell rätt.
 Domen blev ovanligt tydlig. Beslutet öppnade för att andra folkslag och regioner världen runt kommer agera för självständighet ansåg Anders Hellner, senior rådgivare på Utrikespolitiska Institutet. Försvarshögskolans professor i folkrätt Ove Bring ansåg att beslutet var väntat och skall inte ge några större framtida internationella konsekvenser. Så tyckte även den i Sverige boende kosovoalbanen Salih Shala som representerade Sveriges Albanska Ungdomsförbund men inte serben Lubisha Rajić som representerade Sveriges Serbiska Förbund i en debatt i Sveriges Radios program Studio Ett.
Kosovos premiärminister sade att ”Kosovos historiska seger […]” inte bör ” […] uppfattas som en förlust i Belgrad […] utan som den bästa möjliga lösningen för hela världen”. Sveriges utrikesminister Carl Bildt sade att ”domen öppnar en ny fas i förhållandet mellan Serbien och Kosovo”. Serbiens regering sade att de aldrig kommer erkänna Kosovos självständighet. De kommer att fortsätta bekämpa Kosovos självständighet, men med fredliga medel. Serbiens regerings vägran att erkänna Kosovos självständighet kan dock förhindra Serbiens önskan om ett framtida EU-medlemskap.
Den 9 september 2010 antog FN en resolution som uppmanar till dialog mellan Serbien och Kosovo. Den antogs med acklamation sedan Serbiens regering som eftergift till EU lovat att samtycka. Först hade Serbiens regerings representanter krävt att Kosovos premiärminister och president skulle tvingas lämna FN-salen, men efter över två timmars försening lyckades man lösa det genom brittisk och fransk diplomati. Lösningen blev att Kosovos representanter fick närvara vid omröstningen som gäster till de fem västländerna. I utbyte mot att Serbiens representanter godkände Kosovos närvaro lovade EU främja dialogen mellan de båda länderna och även hjälpa Serbien och Kosovo i deras försök att bli medlemmar i EU.

### Senare utveckling
FN:s säkerhetsråd är delat i frågan om Kosovos självständighet. Ryssland och Kina säger sig inte godkänna självständighetsförklaringen. Även EU är splittrat i frågan där framför allt Grekland tydligt har deklarerat att de aldrig kommer godkänna Kosovo som en självständig stat. I övriga EU är det Cypern, Slovakien och speciellt Rumänien som säger att de inte kan godkänna Kosovo. Andra stora länder som inte erkänner Kosovo är bland andra Indien, Argentina och Brasilien.
Presidenten Fatmir Sejdiu avgick den 27 september 2010 efter ett domstolsutslag som meddelade att det stred mot författningen att han var både president och ordförande för ett politiskt parti. Sejdiu var då ordförande i LDK. Talmannen Jakup Krasniqi som tillhör partiet PDK tog då tillfälligt över presidentposten tills ny president kunde utses..
Kosovos regering avsattes den 2 november 2010 efter en förtroendeomröstning i parlamentet. Enligt det paramentariska regelverket skall nyval skall hållas inom 45 dagar. Det fastställda datumet för nyvalet till parlamentet var den 12 december 2010. När valresultatet på valdagens kväll inkom utropade Kosovos statsminister Hashim Thaçi sig som segrare  Resultatet för det första valet sedan självständighetsdeklarationen blev följande, här nedan i storleksordning :
| Parti                                           | Antal röster | Andel  | Förändring |
| ----------------------------------------------- | ------------ | ------ | ---------- |
| PDK - Partia Demokratike e Kosovës              | 238 959      | 33,5 % | -1,2 %     |
| LDK - Lidhja Demokratike e Kosovës              | 168 120      | 23,6 % | +1,0 %     |
| Lëvizja Vetëvendosje                            | 86 924       | 12,2 % | —          |
| AAK - Aleanca për Ardhmërinë e Kosovës          | 76 859       | 10,8 % | +1,2 %     |
| Sjupartialliansen AKR-PD-PSD-PPI-PPK-PNDSH-PGJK | 50 720       | 7,1 %  | -5,2 %     |

Källa:

## Geografi

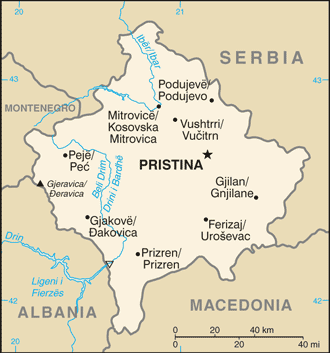
Karta över Kosovo.

Kosovo upptar en yta på 10 887 km² (lika stort som Skåne). De största städerna är huvudstaden Pristina med över 150 000 invånare och Prizren i sydväst med omkring 120 000 invånare. Fem andra städer har fler än 50 000 invånare.

### Geografiska områden
Kosovo är omgivet av berg och en bergskedja delar landet i två bäckenlandskap. Landets östra del genomflyts av Sitnica som fortsätter i Ibërfloden och mynnar ut i Donau och floden Vita Drin rinner genom västra delen mot Adriatiska havet.
Rrafshi i Dukagjinit är en stor sänka i Kosovos västra delar med bland annat städerna Istog, Peja, Deçan, Gjakova, Rahovec och Prizren. Kosovo är sänkan kring floden Sitnica med städer som Ferizaj, Pristina, Vushtrri och Mitrovica. Andra städer är Çagllavica, Graçanica och Lipjan. Trastfältet (Fushë Kosovë eller Kosovo Polje) är egentligen bara det smala område där slaget på Trastfältet ägde rum, men namnet användes av kommunisterna vid de administrativa förändringarna 1968 och omfattade då hela provinsen. De delar av Kosovo som ligger längs med floden Llap där bland annat staden Besiana (Podujevo/Podujevë) ligger kallas Llap. Mellan Dukagjini och Kosovo ligger det bergiga området Drenica med städerna Skenderaj, Klina och Theranda.

### Berg
Kosovos högsta berg är Gjeravica med en höjd på 2 656 meter över havet, beläget vid staden Peja i nordvästra Kosovo.

### Floder
Kosovos längsta floder:
- Ibër
- Drini i Bardhë
- Sitnica
- Erenik
- Drenica

## Styre och politik

### Administrativ indelning

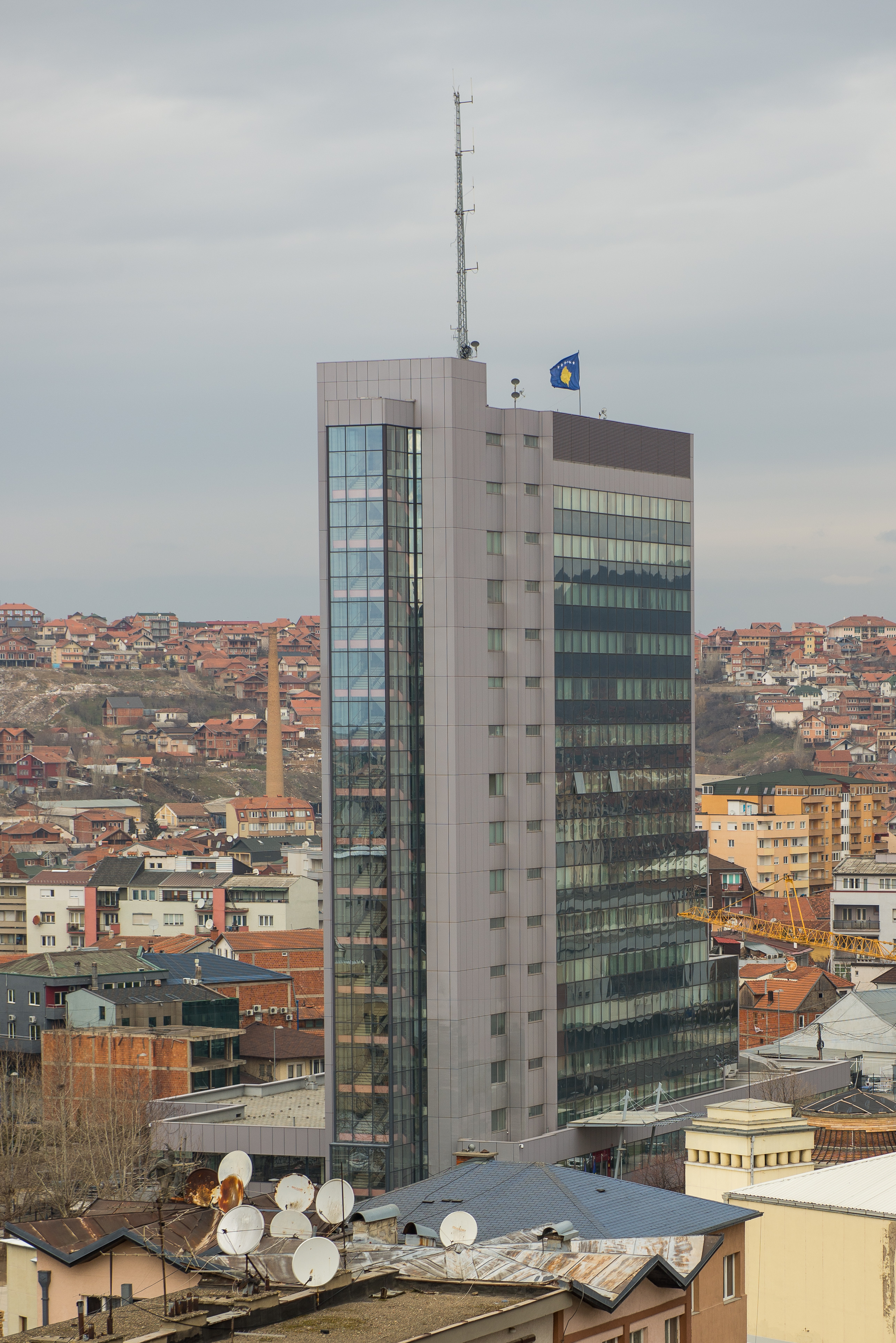
Regeringsbyggnaden i huvudstaden Pristina.

Kommuner är de grundläggande enheterna inom den lokala förvaltningen. Varje kommun styrs av en borgmästare och en kommunfullmäktige, som väljs vart fjärde år genom proportionella val. Kommuner har rätt att samarbeta med varandra och att delta i valet av lokala polischefer. Vissa kommuner med övervägande serbisk befolkning har särskilda rättigheter, såsom drift av ett sekundärt hälsosystem, tillsyn över eftergymnasial utbildning och förvaltning av kulturella och religiösa platser.

### Internationella relationer
Sverige erkände Republiken Kosovo som självständig stat 4 mars 2008. Kosovos ambassad i Stockholm upprättades den 10 februari 2009.
|  | Kosovo. |

|  | Stater som formellt erkänner Kosovo som en självständig stat. |

|  | Stater som inte erkänner Kosovo som självständigt. |

|  | Kosovo. |

|  | Stater som formellt erkänner Kosovo som självständigt. |

|  | Stater som inte erkänner Kosovo som självständigt. |

|  | Data saknas eller stater som inte har tagit ställning. |

Karta över stater som erkänt Kosovos suveränitet.
Stater som har erkänt Kosovo som självständig stat men som senare dragit tillbaka sitt erkännande.

Karta över Europas ställning till Republiken Kosovo.

Kosovo blev den 29 juni 2009 den 186:e medlemmen i Internationella valutafonden (IMF).

### Försvar
Kosovo har egen säkerhetsstyrka, Kosovo Security Force (KSF), samt en egen polisstyrka, Kosovo Police Service (KPS).
Säkerhetsstyrkan KSF etablerades den 21 januari 2009 vars högkvarter finns i Kosovos huvudstad Pristina och KFS består idag av cirka 2500 man. I enlighet med Martti Ahtisaari-planen och Lagen om KSF, så får KSF inte ha annat än lätt beväpnade styrkor och är heller ingen försvarsmakt. Stridsvagnar, artilleri och flyg är således inte tillåtet. KSF är istället en styrka som kan sättas in vid till exempel naturkatastrofer och dess kärnverksamhet består av minröjning (EOD), brandsläckning, räddningstjänst (SAR) och omhändertagande av miljöfarliga ämnen (HAZMAT). KSF kan således ses som något av ett stående hemvärn. Emellertid har Kosovos regering i mars 2014 anbefallt parlamentet att tillse att en militär styrka i form av en nationell armé på 5 000 man samt 3 000 reservister inrättas.SVT, läst 2014-03-04.
År 1999 bildades Kosovo Police Service (KSP). Den består av cirka 9 000 anställda, vars högkvarter också befinner sig i Pristina. Polisstyrkan består av flera enheter, bland annat Hundenheten, Motorcykelenheten, Speciella utryckningsenheten osv.

## Ekonomi och infrastruktur

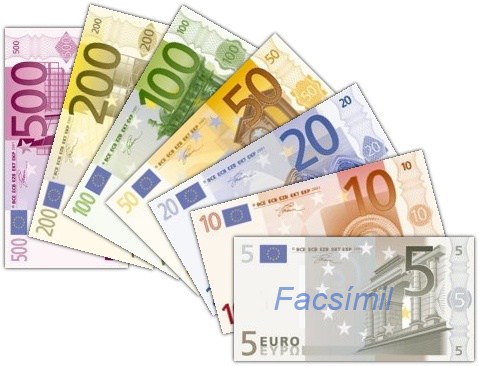
Valutan i Kosovo är euro sedan år 2002.

Kosovo är ett av Europas fattigaste områden, och enligt uppgifter från Världsbanken lever en tredjedel av befolkningen under fattigdomsstrecket.
Arbetslösheten är väldigt hög, enligt CIA är hälften av befolkningen arbetslös. Korruption är utbredd liksom fattigdom. Brottsligheten är hög och ökande i landet. Kosovo har stora problem med den organiserade brottsligheten som ökat kraftigt under 2000-talet och som anses vara en av världens största procentuellt sett ur antalet invånare i landet.
Kosovo är på grund av fattigdomen starkt beroende av bistånd från västländerna.

### Näringsliv

#### Jordbruk
Kosovo har stora områden med bördig jord. Förutsättningarna för jordbruk är utmärkta, men bristen på kapital har inneburit ganska primitiva brukningsmetoder med låg mekaniseringsgrad och följaktligen ganska låg avkastning.

#### Energi och råvaror
Den största energikällan som används för uppvärmning och elektricitet är kol. Eldningen med kol, både för privat bruk och i kraftverk, orsakar stora problem med luftföroreningar. Vid vissa tillfällen har myndigheterna varit tvungna att förbjuda kolförsäljning och privata bilar för att komma till rätta med problemen.
Kosovo är rikt på mineraler som bly, zink, krom, bauxit och halloysit. Halloysit används för att framställa bland annat porslin. Kosovo är också mycket rikt på kol. Trepça-gruvorna vid Mitrovica är belägna vid några av de största fyndigheterna av bly, zink och nickel i Europa.

### Infrastruktur

#### Transporter
Pristinas internationella flygplats är Kosovos största flygplats och ligger 16 km utanför Pristina. Gjakovas flygplats är Kosovos näst största flygplats, vilken ligger i staden Gjakova. Efter kriget 1999 har nya vägar byggts medan de äldre reparerats för att ge en bättre standard. Det finns även ett visst utbyggt järnvägsnät i Kosovo.
Kosovo förbinds även med Albanien genom Albanien-Kosovo-motorvägen (i Kosovo Rruga Dr. Ibrahim Rugova) som började byggas ut år 2007.

## Befolkning

### Demografi

#### Större städer

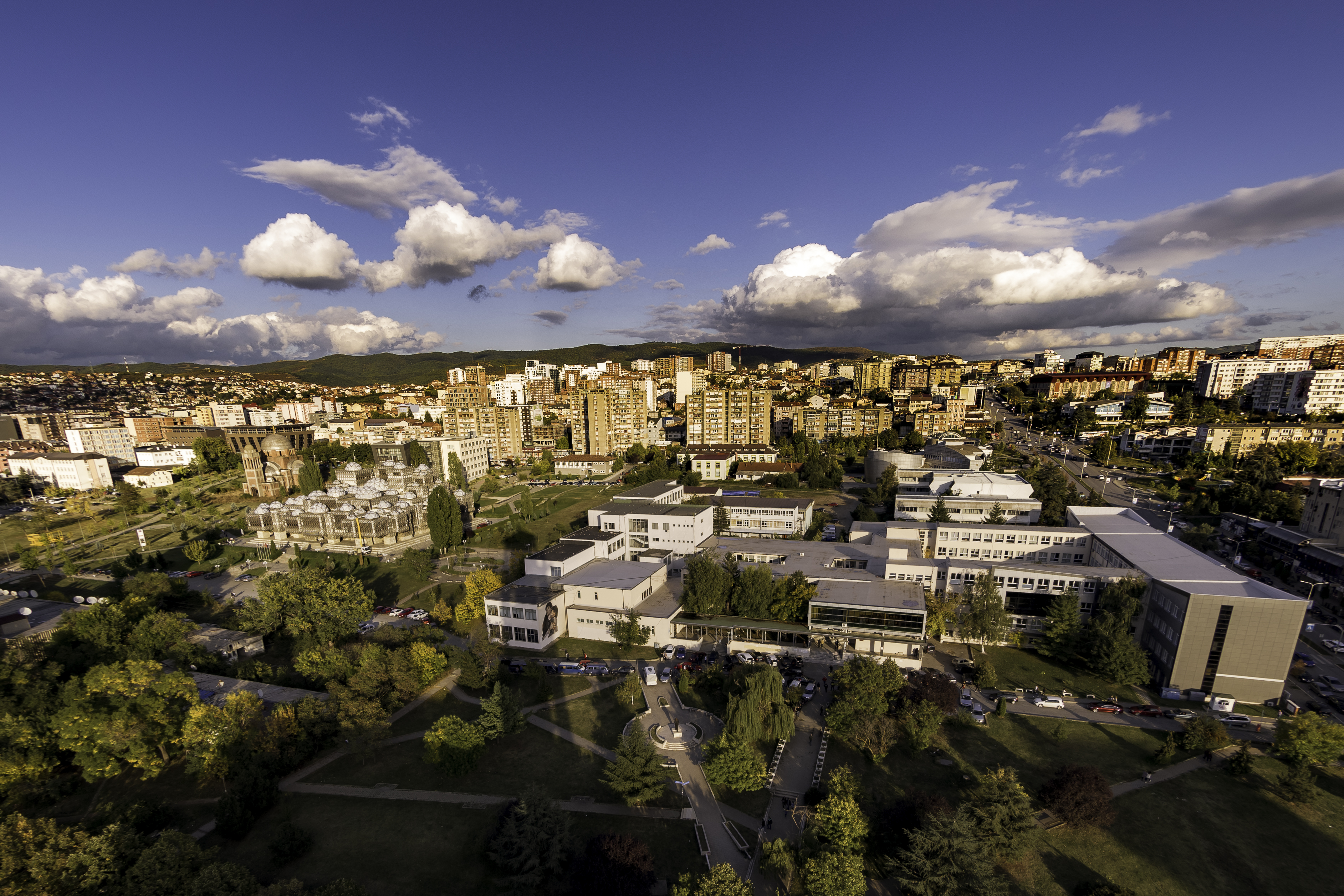
Pristina 2019.

Enligt folkräkningen av juni 2011 är de tio största städerna i Kosovo:
| Rank | Stad      | Invånare |
| ---- | --------- | -------- |
| 1.   | Pristina  | 198 214  |
| 2.   | Prizren   | 178 112  |
| 3.   | Ferizaj   | 108 690  |
| 4.   | Peja      | 95 723   |
| 5.   | Gjakova   | 94 158   |
| 6.   | Gjilan    | 90 015   |
| 7.   | Podujeva  | 87 933   |
| 8.   | Mitrovica | 71 601   |
| 9.   | Vushtrri  | 69 881   |
| 10.  | Suhareka  | 59 702   |

#### Urbanisering
Kosovo har en befolkningstäthet av 195 inv. per km2. 

#### Minoriteter
| Årtal | Antal     | Serber (%) | Albaner (%) | Övriga (%) |
| ----- | --------- | ---------- | ----------- | ---------- |
| 1871  | 500 000   | 64         | 32          |            |
| 1899  |           | 43,7       | 47,88       |            |
| 1948  |           | 24         | 68          | 4          |
| 1971  | 1 243 693 | 20,9       | 73,7        |            |
| 2006  |           | 5,3        | 92          | 2,7        |
| 2008  | 2 153 139 |            |             |            |
| 2009  | 2 180 686 |            |             |            |
| 2015  | 1 870 981 | 1,5        | 92,9        | 5,6        |

Enligt vissa källor fördrevs runt 400 000 serber från Kosovo 1876–1912, de flesta under det grek-turkiska kriget 1897. Under andra världskriget dödades cirka 10 000 kosovoserber och cirka 80 000 fördrevs. De av nazisterna formerade Skanderbegdivisionen som bestod av muslimska albaner skickade Kosovos judar till förintelseläget Bergen-Belsen. Samtidigt flyttade 100 000 albaner från Albanien till Kosovo.
Från 1960-talet och framåt ökade den serbiska befolkningen marginellt på grund av stor utflyttning från Kosovo. Befolkningstillväxten var fram till början av 1990-talet mycket hög, framför allt inom den albanska befolkningen.
På grund av det hårdnande politiska klimatet, den efterföljande väpnade konflikten och den etniska rensningen i området tvingades över en miljon kosovoalbaner fly, främst till Albanien, Nordmakedonien, Västeuropa och USA. Efter FN:s intåg i Kosovo 2000 har en stor del av dem återvänt. Samtidigt har en omfattande utflyttning av serber till övriga Serbien skett sedan konflikten 1999. Serberna i Kosovo lever idag i olika små enklaver, varav den största är Nordkosovo. Även en del andra minoritetsgrupper, främst romer, har flytt till Serbien eller andra länder sedan FN:s övertagande och numera EULEX. 
Befolkningsutvecklingen påverkades även av inflyttningen av albaner från Preševodalen under konflikten i södra Serbien 2001. Kosovos regeringen har fått skarp kritik av Minority Rights Group International efter att de presenterat en rapport från 2009 som visar att landets minoritetsbefolkningar fortlöpande diskrimineras och väljer att lämna landet.

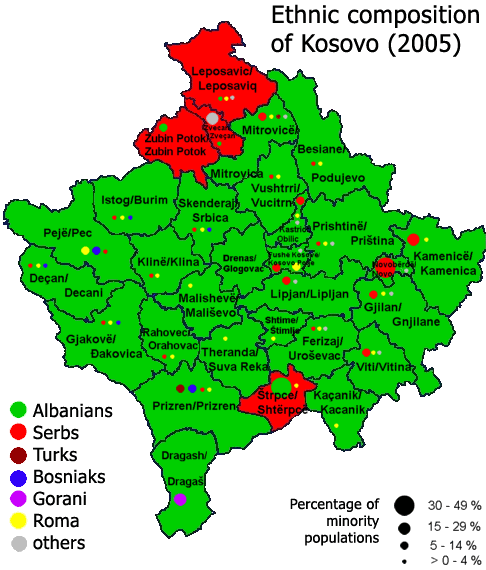
Etnisk fördelning i Kosovo 2005 enligt OSCE.

Kosovoalbanerna har den högsta befolkningstillväxten i Europa.
Kosovserberna lever främst i norra delen, kallat Nordkosovo. En del lever i flera små enklaver runt om i Kosovo, däribland kan nämnas den kända klosterorten Graçanica utanför huvudstaden Pristina.

#### Migration
Genom tre vågor av emigration och deporteringar har det bildats en betydlig diaspora av Kosovoalbaner i Turkiet. 1910 deporterade Serbien cirka 120 000 albaner från Kosovo till Turkiet. Mellan 1926 och 1938 emigrerade 400 000 kosovoalbaner från Jugoslavien till Turkiet, genom en överenskommelse mellan de två länderna. Efter andra världskriget tvingades under perioden 1953 och 1966 nästan 400 000 kosovoalbaner emigrera från Kosovo till Turkiet.
År 2002 fanns det 250 000 registrerade flyktingar, mest serber och romer, som har lämnat Kosovo efter krigsslutet den 12 juni 1999. Majoriteten befinner sig i Serbien.
Den kosovoalbanska diasporan uppskattas uppgå till mellan cirka en halv miljon och en miljon.

### Religion
| Graçanicaklostret i Graçanica. |  | Moské i Prizren. |
| Graçanicaklostret i Graçanica. |  | Moské i Prizren. |

Under den jugoslaviska tiden var många i Kosovo ateister. 2005 var 90 % muslimer och omkring 10 % katoliker av Kosovos etniska albaner. De etniska serberna i Kosovo är östortodoxa. De flesta romer i Kosovo är muslimer, men det finns även en stor grupp östortodoxa. Även de flesta bosniaker, turkar och goraner är muslimer. Det finns även en liten slavisk-kroatisk grupp som heter janjevci och de är katoliker.
De flesta kosovoserber, även de som inte är religiösa, ser sin östortodoxa tro som en viktig komponent till deras nationella identitet, till skillnad från albanerna som definierar sin nationalitet genom språket.
Under de 450 år som Osmanska riket härskade i Kosovo kom en majoritet av befolkningen att övergå till islam, främst på grund av att muslimer hade ekonomiska och politiska fördelar. Många av de etniska albaner som vägrade överge kristendomen som alla tillhörde innan turkarna kom, flydde över havet till Italien. De kallas numera för arberesjer. Där bor deras ättlingar fortfarande kvar och har kvar sin kristna tro. Den östortodoxa kyrkan, som favoriserades av osmanerna i förhållande till den katolska kyrkan, förlorade sin ledande roll i Kosovo efter det serbiska upproret under kriget 1683–1699. Stora delar av den ortodoxa befolkningen övergav då Kosovo och bosatte sig i dagens Kroatien, serbiska provinsen Vojvodina, södra Ungern och västra Rumänien. Den serbisk-ortodoxa kyrkan sattes sedan under hård press från den osmanska regimen vilket ledde till en nedgång av den serbiska kyrkan och 1766 förbjöds det serbiska patriarkatet i Peja av Osmanska riket. Antalet östortodoxa kristna i Kosovo blev sedan kraftigt reducerat efter att alla tidigare privilegier förlorades för de ortodoxa serberna och islam blev sedan den dominerande religionen i Kosovo.
Judarna i Kosovo kom ursprungligen från Spanien, där de hade flytt undan inkvisitionen. Judar har främst varit koncentrerade till städerna Prizren och Pristina. I samband med Kosovokriget flydde alla judar i Pristina till Serbien, därför fanns det år 2008 bara omkring 50 judar kvar i Kosovo. Dessa 50 är samtliga bosatta i Prizren och tillhör tre olika familjer. Sedan Saudiarabiens fundamentalistiska wahabitiska missionsrörelse kommit till Kosovo har judarnas situation försvårats delvis. De flesta av judarna i Prizren är arbetslösa och därför försöker de flesta judarna utvandra till Israel i hopp om ett bättre liv.

## Kultur
Den kosovoalbanska kulturen i Kosovo utmärks av många element som smält samman under historiens gång. Påverkan av grekisk och romersk-latinsk kultur skedde under antiken, senare har serbiska, andra slaviska och turkiska element haft inflytande över kulturen.
I Kosovo har den osmanska perioden lämnat sina spår i form av gamla moskéer och badhus. Den kosovoalbanska kulturen har även påverkats av sina slaviska grannar i form av lånord och musik.
Kosovoserbernas kultur utmärks av många element som smält samman under historiens gång. Bland annat har de hämtat flera influenser från den habsburgska och osmanska perioden.

### TV och radio

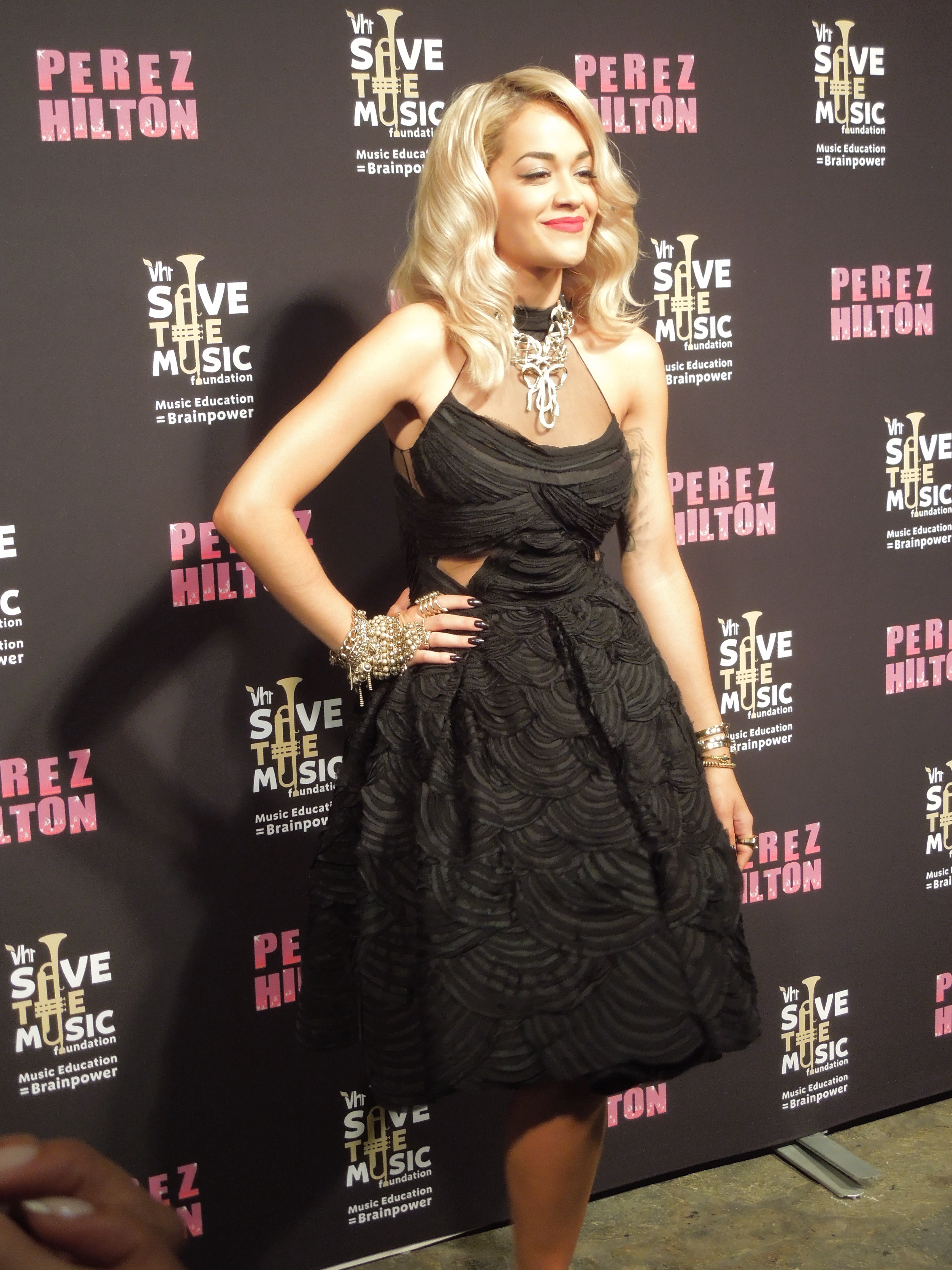
Rita Ora på en gala i Los Angeles. Sångerskan är född i Pristina.

European Broadcasting Union (EBU) hjälpte till bygga upp public service-TV och -radio i landet efter förfrågan av FN 1999.
Kosovo har en oberoende statlig public service TV-kanal, "RTK (tv-kanal)", som i huvudsak sänder på albanska men har dagliga nyhetssändningar och veckomagasin på serbiska, turkiska, bosniska och romani. Programutbudet består av nyheter, sport, kultur, drama, film, underhållning, dokumentärer med mera. Sändningstiden är nästan 24 timmar per dygn.
Det finns ytterligare tre kanaler, RTV 21, RROKUM TV och KTV och den sistnämnda; KTV tillhör den albanska digitalverksamheten Digitalb. Det finns även två oberoende statliga radiostationer, Radio Kosova och Radio Kosova 2.

### Världsarv
I Kosovo ligger fyra medeltida serbiska kloster i bysantinsk stil som är världsarv enligt Unesco. Samtliga kloster anses vara världsarv i fara.
- Graçanica,[118] 5 km från Pristina, byggt 1321. Är förmodligen den viktigaste serbiska nationalsymbolen.
- Visoki Dečani, 12 km söder om Peja, byggt 1327. I klostret förvaras över tusen medeltida fresker.[119]
- Bogorodica Ljeviška i Prizren, byggt på 1300-talet på en plats där det dessförinnan låg en kyrka från 800-talet.[120] 2004 skadades klostret allvarligt efter att det sattes i brand av etniska albaner.[121]
- Patriarkatet i Peja, byggt på 1200- och 1300-talet med medeltida fresker. Restaurerades 2006.[122]

### Sport
I Kosovo finns goda möjligheter till vintersport vid skidorterna Brezovica och Bjesket e Nemuna. Den sistnämnda orten ligger nära berget Geravica (2 656 m ö.h.).
Flera sportförbund har bildats i Kosovo. De lyder under ”lagen om sport” som antogs av Kosovos parlament 2003. Lagen bildade formellt en olympisk kommitté och gjorde också att sport i landet fick ett eget ministerium och en minister. Där står också hur ett förbund ska vara uppbyggt i form av stadgar och administration. Just nu[när?] är det få som fått ett erkännande internationellt.
Det finns 23 sportförbund i Kosovo. Kosovos Bordtennisförbund och Kosovos Handbollsförbund har blivit erkända, bordtennisförbundet 2003 och handbollsförbundet i december 2004, men de har inte helt erkänts. Klubbar får vara med i Europacuperna, men landslagen får inte tävla ännu.
Kosovos olympiska kommitté har skickat en delegation för att få FN och Internationella Olympiska Kommittén att erkänna Kosovos rätt att tävla i de olympiska sommarspelen 2008 i Peking. De känner sig orättvist behandlade då Östtimor fick delta i de olympiska sommarspelen 2000 i Sydney trots att de ännu inte var erkända som självständig nation på den tiden. Den 9 december 2014 meddelade IOK att Kosovo får ett fullvärdigt medlemskap. Det innebär att OS 2016 i Rio de Janeiro tillät deltagande av kosovanska idrottare.

#### Förbund som blivit delvis erkända internationellt
- Kosovos handbollsförbund
- Kosovos bordtennisförbund

#### Urval av förbund som inte blivit erkända internationellt
- Kosovos basketförbund och Kosovos herrlandslag i basket.
- Kosovos tennisförbund

## Internationella rankningar
| Organisation                                | Undersökning                   | Rankning  |
| ------------------------------------------- | ------------------------------ | --------- |
| Heritage Foundation/The Wall Street Journal | Index of Economic Freedom 2009 | —         |
| Reportrar utan gränser                      | Pressfrihetsindex 2008         | 58 av 173 |
| Transparency International                  | Korruptionsindex 2008          | —         |
| FN:s utvecklingsprogram                     | Human Development Index 2006   | —         |